# La Gloria, Oaxaca
La Gloria är en ort i Mexiko.   Den ligger i kommunen San Agustín Loxicha och delstaten Oaxaca, i den sydöstra delen av landet, 500 km sydost om huvudstaden Mexico City. La Gloria ligger 1 332 meter över havet och antalet invånare är 143.
Terrängen runt La Gloria är bergig åt sydväst, men åt nordost är den kuperad. Terrängen runt La Gloria sluttar söderut. Runt La Gloria är det ganska tätbefolkat, med 83 invånare per kvadratkilometer. Närmaste större samhälle är Buenavista Loxicha, 2,0 km sydost om La Gloria. I omgivningarna runt La Gloria växer i huvudsak städsegrön lövskog.